# Geraldo Majella Agnelo
Geraldo Majella Agnelo, né le 19 octobre 1933 à Juiz de Fora (Brésil) et mort le 26 août 2023 à Londrina (Brésil), est un cardinal brésilien, archevêque émérite de São Salvador da Bahia de 2011 à sa mort.

## Biographie

### Prêtre
Geraldo Majella Agnelo a fait ses études à Rome, obtenant un doctorat en liturgie à l'Athénée pontifical Saint-Anselme.
Il est ordonné prêtre pour l'archidiocèse de São Paulo le 29 juin 1957.
Il a consacré l'essentiel de son ministère sacerdotal à la formation comme enseignant en philosophie, en liturgie et en pastorale sacramentelle dans différentes institutions brésiliennes.

### Évêque
Le 5 mai 1978, Geraldo Majella Agnelo est nommé évêque de Toledo dans l'État de Paraná au Brésil. Il est consacré le 6 août suivant par le cardinal Paulo Evaristo Arns. Le 4 octobre 1982, il est nommé archevêque de Londrina, avant d'être appelé à la curie romaine, comme secrétaire de la Congrégation pour le culte divin et la discipline des sacrements.
Il est rappelé au Brésil le 13 janvier 1999, date à laquelle il est nommé archevêque de São Salvador da Bahia.
Il a présidé la Conférence nationale des évêques du Brésil de 2003 à 2007.
Il se retire de sa charge épiscopale le 12 janvier 2010.

### Cardinal
Geraldo Majella Agnelo est créé cardinal par Jean-Paul II lors du consistoire du 21 février 2001 avec le titre de cardinal-prêtre de San Gregorio Magno alla Magliana Nuova. Il participe aux conclaves de 2005 et 2013 qui élisent respectivement les papes Benoît XVI et François.
Au sein de la curie romaine, il est membre du Conseil pontifical pour la pastorale des migrants et des personnes en déplacement et de la Commission pontificale pour le patrimoine culturel de l'Église.

## Succession apostolique
Geraldo Majella Agnelo a ordonné les évêques suivants :
- Archevêque Joviano de Lima Júnior (pt), S.S.S. (1995)
- Archevêque Anuar Battisti (pt) (1998)
- Évêque Tommaso Cascianelli (pt), C.P. (2000)
- Évêque Dominique Marie Jean Denis You (2003)
- Évêque João Carlos Petrini (pt) (2005)
- Archevêque Josafá Menezes da Silva (pt) (2005)
- Archevêque Gregório Paixão (pt), O.S.B. (2006)
- Archevêque Manoel Delson Pedreira da Cruz (pt), O.F.M.Cap. (2006)
- Archevêque Antônio Carlos Altieri (pt), S.D.B. (2006)
- Évêque Guido Zendron (pt) (2008)
- Évêque Rafael Biernaski (pt) (2010)
- Évêque Eraldo Bispo da Silva (pt) (2012)